# Eleições autárquicas portuguesas de 2013 no distrito de Castelo Branco
| Eleições autárquicas portuguesas de 2013 Distritos: Aveiro \| Beja \| Braga \| Bragança \| Castelo Branco \| Coimbra \| Évora \| Faro \| Guarda \| Leiria \| Lisboa \| Portalegre \| Porto \| Santarém \| Setúbal \| Viana do Castelo \| Vila Real \| Viseu \| Açores \| Madeira |

## Resultados por concelhos
Os resultados nos concelhos do Distrito de Castelo Branco foram os seguintes:

### Belmonte

#### Câmara Municipal
| Partido                 | Partido                                                 | Votos  | %               | +/-  | Vereadores | +/-     |
| ----------------------- | ------------------------------------------------------- | ------ | --------------- | ---- | ---------- | ------- |
|                         | Partido Socialista                                      | 2 298  | 56,97 / 100,00  | 7,28 | 4 / 5      | 1       |
|                         | Pessoas pelo Concelho de Belmonte (Apoiado por PPD/PSD) | 1 064  | 26,38 / 100,00  | Novo | 1 / 5      | Novo    |
|                         | Coligação Democrática Unitária                          | 300    | 7,44 / 100,00   | 0,77 | 0 / 5      | Estável |
|                         | CDS – Partido Popular                                   | 103    | 2,55 / 100,00   | 1,02 | 0 / 5      | Estável |
| Votos Inválidos         | Votos Inválidos                                         | 10 680 | 6,66 / 100,00   | 3,25 |            |         |
| Total                   | Total                                                   | 4 034  | 100,00 / 100,00 |      | 5 / 5      |         |
| Eleitorado/Participação | Eleitorado/Participação                                 | 6 646  | 60,70 / 100,00  | 4,50 |            |         |

| Freguesia                   | %     | %     | %     | %    | Votantes |
| Freguesia                   | PS    | PCB   | CDU   | CDS  | Votantes |
| --------------------------- | ----- | ----- | ----- | ---- | -------- |
| Belmonte e Colmeal da Torre | 61,09 | 23,82 | 6,36  | 2,24 | 2 187    |
| Caria                       | 49,12 | 32,69 | 8,34  | 3,17 | 1 199    |
| Inguias                     | 58,17 | 24,75 | 6,93  | 2,72 | 404      |
| Maçainhas                   | 56,56 | 20,90 | 13,52 | 2,05 | 244      |
| Belmonte                    | 56,97 | 26,38 | 7,44  | 2,55 | 4 034    |

#### Assembleia Municipal
| Partido                 | Partido                                                 | Votos | %               | +/-  | Mandatos | +/-     |
| ----------------------- | ------------------------------------------------------- | ----- | --------------- | ---- | -------- | ------- |
|                         | Partido Socialista                                      | 2 159 | 53,52 / 100,00  | 6,41 | 9 / 15   | Estável |
|                         | Pessoas pelo Concelho de Belmonte (Apoiado por PPD/PSD) | 1 174 | 29,10 / 100,00  | Novo | 5 / 15   | Novo    |
|                         | Coligação Democrática Unitária                          | 403   | 9,99 / 100,00   | 0,18 | 1 / 15   | Estável |
| Votos Inválidos         | Votos Inválidos                                         | 298   | 7,39 / 100,00   | 2,68 |          |         |
| Total                   | Total                                                   | 4 034 | 100,00 / 100,00 |      | 15 / 15  |         |
| Eleitorado/Participação | Eleitorado/Participação                                 | 6 646 | 60,70 / 100,00  | 4,50 |          |         |

| Freguesia                   | %     | %     | %     | Votantes |
| Freguesia                   | PS    | PCB   | CDU   | Votantes |
| --------------------------- | ----- | ----- | ----- | -------- |
| Belmonte e Colmeal da Torre | 55,19 | 26,89 | 10,56 | 2 187    |
| Caria                       | 49,04 | 34,78 | 8,09  | 1 199    |
| Inguias                     | 56,93 | 28,47 | 7,92  | 404      |
| Maçainhas                   | 54,92 | 22,13 | 17,62 | 244      |
| Belmonte                    | 53,52 | 29,10 | 9,99  | 4 034    |

#### Juntas de Freguesia
| Partido                 | Partido                                 | Votos | %               | +/-  | Presidentes | Mandatos | +/- |
| ----------------------- | --------------------------------------- | ----- | --------------- | ---- | ----------- | -------- | --- |
|                         | Partido Socialista                      | 2 148 | 53,25 / 100,00  | 3,33 | 4 / 4       | 20 / 32  | 4   |
|                         | Grupo de Cidadãos (Apoiado por PPD/PSD) | 1 300 | 32,23 / 100,00  | -    | 0 / 4       | 9 / 32   | -   |
|                         | Coligação Democrática Unitária          | 363   | 9,00 / 100,00   | 2,08 | 0 / 4       | 3 / 32   | 1   |
| Votos Inválidos         | Votos Inválidos                         | 223   | 5,53 / 100,00   | 0,92 |             |          |     |
| Total                   | Total                                   | 4 034 | 100,00 / 100,00 |      | 4 / 4       | 32 / 32  | 7   |
| Eleitorado/Participação | Eleitorado/Participação                 | 6 646 | 60,70 / 100,00  | 4,50 |             |          |     |

| Freguesia                   | Partido Vencedor | Partido Vencedor   | %              | Mandatos |
| --------------------------- | ---------------- | ------------------ | -------------- | -------- |
| Belmonte e Colmeal da Torre |                  | Partido Socialista | 51,12 / 100,00 | 5 / 9    |
| Caria                       |                  | Partido Socialista | 54,46 / 100,00 | 6 / 9    |
| Inguias                     |                  | Partido Socialista | 59,65 / 100,00 | 5 / 7    |
| Maçainhas                   |                  | Partido Socialista | 55,74 / 100,00 | 4 / 7    |

### Castelo Branco

#### Câmara Municipal
| Partido                 | Partido                        | Votos  | %               | +/-  | Vereadores | +/-     |
| ----------------------- | ------------------------------ | ------ | --------------- | ---- | ---------- | ------- |
|                         | Partido Socialista             | 16 104 | 61,87 / 100,00  | 8,03 | 7 / 9      | 1       |
|                         | Partido Social Democrata       | 5 207  | 20,00 / 100,00  | 3,01 | 2 / 9      | 1       |
|                         | Coligação Democrática Unitária | 1 363  | 5,24 / 100,00   | 1,84 | 0 / 9      | Estável |
|                         | CDS – Partido Popular          | 777    | 2,99 / 100,00   | 0,92 | 0 / 9      | Estável |
|                         | Bloco de Esquerda              | 665    | 2,55 / 100,00   | 0,23 | 0 / 9      | Estável |
| Votos Inválidos         | Votos Inválidos                | 1 913  | 7,34 / 100,00   | 4,32 |            |         |
| Total                   | Total                          | 26 029 | 100,00 / 100,00 |      | 9 / 9      |         |
| Eleitorado/Participação | Eleitorado/Participação        | 51 325 | 50,71 / 100,00  | 5,20 |            |         |

| Freguesia                        | %     | %     | %     | %     | %    | Votantes |
| Freguesia                        | PS    | PSD   | CDU   | CDS   | BE   | Votantes |
| -------------------------------- | ----- | ----- | ----- | ----- | ---- | -------- |
| Alcains                          | 62,19 | 18,06 | 5,11  | 2,55  | 4,09 | 2 076    |
| Almaceda                         | 72,58 | 15,26 | 4,74  | 1,65  | 0,62 | 485      |
| Benquerenças                     | 62,25 | 26,52 | 3,37  | 0,67  | 2,02 | 445      |
| Castelo Branco                   | 59,30 | 20,46 | 5,98  | 3,19  | 3,08 | 13 513   |
| Cebolais de Cima e Retaxo        | 66,84 | 12,25 | 9,63  | 2,02  | 2,32 | 1 339    |
| Escalos de Baixo e Mata          | 75,66 | 12,23 | 2,79  | 2,13  | 1,06 | 752      |
| Escalos de Cima e Lousa          | 68,54 | 13,55 | 3,29  | 2,61  | 3,58 | 1 033    |
| Freixial e Juncal do Campo       | 69,66 | 16,60 | 3,05  | 2,29  | 1,53 | 524      |
| Lardosa                          | 70,07 | 11,86 | 7,12  | 4,01  | 1,28 | 548      |
| Louriçal do Campo                | 54,19 | 33,99 | 3,45  | 0,99  | 1,23 | 406      |
| Malpica do Tejo                  | 67,08 | 7,08  | 15,69 | 0,62  | 1,23 | 325      |
| Monforte da Beira                | 71,05 | 14,47 | 2,63  | 3,07  | 0,88 | 228      |
| Ninho do Açor e Sobral do Campo  | 71,96 | 16,86 | 1,57  | 1,57  | 1,57 | 510      |
| Póvoa de Rio de Moinhos e Cafede | 63,21 | 14,16 | 1,55  | 14,34 | 0,86 | 579      |
| Salgueiro do Campo               | 59,38 | 28,47 | 3,82  | 2,43  | 1,04 | 576      |
| Santo André das Tojeiras         | 57,14 | 32,28 | 1,23  | 1,76  | 0,71 | 567      |
| São Vicente da Beira             | 61,98 | 26,04 | 1,71  | 3,42  | 0,98 | 818      |
| Sarzedas                         | 56,52 | 31,55 | 3,46  | 1,34  | 1,23 | 897      |
| Tinalhas                         | 58,09 | 29,90 | 2,45  | 2,45  | 1,96 | 408      |
| Castelo Branco                   | 61,87 | 20,00 | 5,24  | 2,99  | 2,55 | 26 029   |

#### Assembleia Municipal
| Partido                 | Partido                        | Votos  | %               | +/-  | Vereadores | +/-     |
| ----------------------- | ------------------------------ | ------ | --------------- | ---- | ---------- | ------- |
|                         | Partido Socialista             | 15 047 | 57,81 / 100,00  | 1,78 | 18 / 27    | Estável |
|                         | Partido Social Democrata       | 5 448  | 20,93 / 100,00  | 0,42 | 6 / 27     | Estável |
|                         | Coligação Democrática Unitária | 1 521  | 5,84 / 100,00   | 1,23 | 1 / 27     | Estável |
|                         | CDS – Partido Popular          | 1 056  | 4,06 / 100,00   | 1,12 | 1 / 27     | Estável |
|                         | Bloco de Esquerda              | 907    | 3,48 / 100,00   | 2,13 | 1 / 27     | Estável |
| Votos Inválidos         | Votos Inválidos                | 2 050  | 7,88 / 100,00   | 4,21 |            |         |
| Total                   | Total                          | 26 029 | 100,00 / 100,00 |      | 27 / 27    |         |
| Eleitorado/Participação | Eleitorado/Participação        | 51 325 | 50,71 / 100,00  | 5,20 |            |         |

| Freguesia                        | %     | %     | %     | %     | %    | Votantes |
| Freguesia                        | PS    | PSD   | CDU   | CDS   | BE   | Votantes |
| -------------------------------- | ----- | ----- | ----- | ----- | ---- | -------- |
| Alcains                          | 60,69 | 18,50 | 4,67  | 3,13  | 4,91 | 2 076    |
| Almaceda                         | 71,34 | 13,61 | 5,77  | 2,47  | 0,82 | 485      |
| Benquerenças                     | 59,78 | 28,99 | 2,92  | 1,12  | 1,80 | 445      |
| Castelo Branco                   | 53,55 | 21,56 | 7,15  | 4,36  | 4,63 | 13 513   |
| Cebolais de Cima e Retaxo        | 67,21 | 12,77 | 8,44  | 2,54  | 2,39 | 1 339    |
| Escalos de Baixo e Mata          | 75,13 | 12,37 | 2,79  | 1,73  | 1,73 | 752      |
| Escalos de Cima e Lousa          | 65,34 | 15,68 | 4,26  | 3,19  | 2,32 | 1 033    |
| Freixial e Juncal do Campo       | 64,89 | 16,98 | 4,20  | 3,44  | 2,86 | 524      |
| Lardosa                          | 64,42 | 12,77 | 9,67  | 6,02  | 2,01 | 548      |
| Louriçal do Campo                | 51,23 | 35,96 | 3,20  | 1,97  | 0,99 | 406      |
| Malpica do Tejo                  | 67,38 | 7,38  | 14,77 | 0,92  | 1,23 | 325      |
| Monforte da Beira                | 71,05 | 14,47 | 1,75  | 3,51  | 0,44 | 228      |
| Ninho do Açor e Sobral do Campo  | 71,96 | 17,06 | 0,98  | 1,76  | 1,96 | 510      |
| Póvoa de Rio de Moinhos e Cafede | 55,79 | 13,13 | 2,07  | 19,52 | 2,07 | 579      |
| Salgueiro do Campo               | 57,81 | 27,60 | 3,82  | 3,99  | 1,04 | 576      |
| Santo André das Tojeiras         | 56,26 | 33,51 | 1,06  | 1,76  | 0,53 | 567      |
| São Vicente da Beira             | 55,50 | 28,24 | 2,69  | 6,23  | 1,71 | 818      |
| Sarzedas                         | 56,97 | 31,66 | 2,01  | 1,34  | 1,23 | 897      |
| Tinalhas                         | 51,47 | 34,31 | 3,43  | 4,17  | 1,96 | 408      |
| Castelo Branco                   | 57,81 | 20,93 | 5,84  | 4,06  | 3,48 | 26 029   |

#### Juntas de Freguesia
| Partido                 | Partido                        | Votos  | %               | +/-  | Presidentes | Vereadores | +/- |
| ----------------------- | ------------------------------ | ------ | --------------- | ---- | ----------- | ---------- | --- |
|                         | Partido Socialista             | 14 531 | 55,83 / 100,00  | 4,01 | 17 / 19     | 104 / 157  | 38  |
|                         | Partido Social Democrata       | 6 003  | 23,06 / 100,00  | 0,25 | 1 / 19      | 37 / 157   | 1   |
|                         | Coligação Democrática Unitária | 1 227  | 4,71 / 100,00   | 0,22 | 0 / 19      | 3 / 157    | 4   |
|                         | Grupo de Cidadãos              | 1 076  | 4,13 / 100,00   | 2,60 | 1 / 19      | 10 / 157   | 4   |
|                         | CDS – Partido Popular          | 841    | 3,23 / 100,00   | 0,53 | 0 / 19      | 3 / 157    | 1   |
|                         | Bloco de Esquerda              | 550    | 2,11 / 100,00   | 0,89 | 0 / 19      | 0 / 157    | 2   |
| Votos Inválidos         | Votos Inválidos                | 1 801  | 6,91 / 100,00   | 2,78 |             |            |     |
| Total                   | Total                          | 26 029 | 100,00 / 100,00 |      | 19 / 19     | 157 / 157  | 42  |
| Eleitorado/Participação | Eleitorado/Participação        | 51 325 | 50,71 / 100,00  | 5,20 |             |            |     |

| Freguesia                        | Partido Vencedor | Partido Vencedor         | %              | Mandatos |
| -------------------------------- | ---------------- | ------------------------ | -------------- | -------- |
| Alcains                          |                  | Partido Socialista       | 61,22 / 100,00 | 7 / 9    |
| Almaceda                         |                  | Partido Socialista       | 75,26 / 100,00 | 6 / 7    |
| Benquerenças                     |                  | Partido Socialista       | 50,34 / 100,00 | 4 / 7    |
| Castelo Branco                   |                  | Partido Socialista       | 54,09 / 100,00 | 12 / 19  |
| Cebolais de Cima e Retaxo        |                  | Grupo de Cidadãos        | 44,14 / 100,00 | 5 / 9    |
| Escalos de Baixo e Mata          |                  | Partido Socialista       | 76,86 / 100,00 | 8 / 9    |
| Escalos de Cima e Lousa          |                  | Partido Socialista       | 41,63 / 100,00 | 4 / 9    |
| Freixial e Juncal do Campo       |                  | Partido Socialista       | 69,27 / 100,00 | 6 / 7    |
| Lardosa                          |                  | Partido Socialista       | 60,04 / 100,00 | 5 / 7    |
| Louriçal do Campo                |                  | Partido Socialista       | 51,97 / 100,00 | 4 / 7    |
| Malpica do Tejo                  |                  | Partido Socialista       | 66,46 / 100,00 | 6 / 7    |
| Monforte da Beira                |                  | Partido Socialista       | 74,12 / 100,00 | 6 / 7    |
| Ninho do Açor e Sobral do Campo  |                  | Partido Socialista       | 76,47 / 100,00 | 6 / 7    |
| Póvoa de Rio de Moinhos e Cafede |                  | Partido Socialista       | 55,09 / 100,00 | 4 / 7    |
| Salgueiro do Campo               |                  | Partido Socialista       | 48,44 / 100,00 | 4 / 7    |
| Santo André das Tojeiras         |                  | Partido Socialista       | 55,73 / 100,00 | 4 / 7    |
| São Vicente da Beira             |                  | Partido Socialista       | 51,96 / 100,00 | 5 / 9    |
| Sarzedas                         |                  | Partido Socialista       | 61,87 / 100,00 | 6 / 9    |
| Tinalhas                         |                  | Partido Social Democrata | 47,79 / 100,00 | 4 / 7    |

### Covilhã

#### Câmara Municipal
| Partido                 | Partido                                | Votos  | %               | +/-   | Vereadores | +/-     |
| ----------------------- | -------------------------------------- | ------ | --------------- | ----- | ---------- | ------- |
|                         | Partido Socialista                     | 10 789 | 37,51 / 100,00  | 10,68 | 3 / 7      | Estável |
|                         | Acreditar Covilhã (Apoiado por CDS-PP) | 8 144  | 28,32 / 100,00  | Novo  | 2 / 7      | Novo    |
|                         | Partido Social Democrata               | 4 318  | 15,01 / 100,00  | 41,68 | 1 / 7      | 5       |
|                         | Coligação Democrática Unitária         | 3 166  | 11,01 / 100,00  | 3,54  | 1 / 7      | 1       |
|                         | Bloco de Esquerda                      | 503    | 1,75 / 100,00   | 0,78  | 0 / 7      | Estável |
| Votos Inválidos         | Votos Inválidos                        | 1 842  | 6,40 / 100,00   | 2,70  |            |         |
| Total                   | Total                                  | 28 762 | 100,00 / 100,00 |       | 7 / 7      | 2       |
| Eleitorado/Participação | Eleitorado/Participação                | 49 773 | 57,79 / 100,00  | 3,89  |            |         |

| Freguesia                        | %     | %     | %     | %     | %    | Votantes |
| Freguesia                        | PS    | AC    | PSD   | CDU   | BE   | Votantes |
| -------------------------------- | ----- | ----- | ----- | ----- | ---- | -------- |
| Aldeia de São Francisco de Assis | 19,84 | 4,44  | 63,97 | 7,57  | 0,26 | 383      |
| Barco e Coutada                  | 35,76 | 37,27 | 13,79 | 3,03  | 1,21 | 660      |
| Boidobra                         | 34,78 | 16,77 | 11,26 | 29,76 | 1,49 | 1 616    |
| Cantar-Galo e Vila do Carvalho   | 47,12 | 26,46 | 7,53  | 12,30 | 1,40 | 2 139    |
| Casegas e Ourondo                | 32,49 | 27,39 | 20,38 | 7,96  | 1,59 | 314      |
| Cortes do Meio                   | 49,27 | 23,82 | 7,83  | 7,83  | 2,94 | 613      |
| Covilhã e Canhoso                | 40,25 | 23,26 | 16,96 | 10,98 | 2,19 | 9 379    |
| Dominguizo                       | 29,35 | 40,19 | 20,86 | 2,50  | 1,25 | 719      |
| Erada                            | 50,71 | 14,40 | 24,75 | 5,27  | 0,41 | 493      |
| Ferro                            | 35,24 | 32,97 | 16,22 | 7,03  | 1,84 | 925      |
| Orjais                           | 29,55 | 43,99 | 15,12 | 3,09  | 3,09 | 582      |
| Paul                             | 35,70 | 17,01 | 21,71 | 18,37 | 1,25 | 958      |
| Peraboa                          | 41,21 | 33,64 | 15,76 | 1,52  | 1,67 | 660      |
| Peso e Vales do Rio              | 27,77 | 47,83 | 10,87 | 5,53  | 1,58 | 1 012    |
| São Jorge da Beira               | 45,59 | 28,78 | 13,24 | 3,99  | 0,21 | 476      |
| Sobral de São Miguel             | 24,17 | 38,75 | 18,75 | 3,75  | 3,33 | 240      |
| Teixoso e Sarzedo                | 40,60 | 33,13 | 12,14 | 5,82  | 1,30 | 2 611    |
| Tortosendo                       | 29,27 | 32,07 | 11,56 | 19,36 | 2,01 | 3 140    |
| Unhais da Serra                  | 27,79 | 54,13 | 4,98  | 6,19  | 1,09 | 824      |
| Vale Formoso e Aldeia do Souto   | 23,83 | 40,87 | 24,70 | 2,96  | 0,87 | 575      |
| Verdelhos                        | 57,34 | 12,87 | 7,45  | 10,16 | 1,58 | 443      |
| Covilhã                          | 37,51 | 28,32 | 15,01 | 11,01 | 1,75 | 28 762   |

#### Assembleia Municipal
| Partido                 | Partido                        | Votos  | %               | +/-   | Vereadores | +/-     |
| ----------------------- | ------------------------------ | ------ | --------------- | ----- | ---------- | ------- |
|                         | Partido Socialista             | 11 104 | 38,61 / 100,00  | 7,33  | 10 / 22    | 1       |
|                         | Acreditar Covilhã              | 7 537  | 26,21 / 100,00  | Novo  | 6 / 22     | Novo    |
|                         | Partido Social Democrata       | 3 962  | 13,78 / 100,00  | 32,70 | 3 / 22     | 13      |
|                         | Coligação Democrática Unitária | 3 341  | 11,62 / 100,00  | 1,21  | 3 / 22     | Estável |
|                         | Bloco de Esquerda              | 695    | 2,42 / 100,00   | 1,30  | 0 / 22     | 1       |
| Votos Inválidos         | Votos Inválidos                | 2 122  | 7,37 / 100,00   | 2,69  |            |         |
| Total                   | Total                          | 28 761 | 100,00 / 100,00 |       | 22 / 22    | 10      |
| Eleitorado/Participação | Eleitorado/Participação        | 49 773 | 57,78 / 100,00  | 3,90  |            |         |

| Freguesia                        | %     | %     | %     | %     | %    | Votantes |
| Freguesia                        | PS    | AC    | PSD   | CDU   | BE   | Votantes |
| -------------------------------- | ----- | ----- | ----- | ----- | ---- | -------- |
| Aldeia de São Francisco de Assis | 20,10 | 4,44  | 61,88 | 8,36  | 0,52 | 383      |
| Barco e Coutada                  | 34,90 | 36,27 | 13,51 | 3,19  | 2,28 | 659      |
| Boidobra                         | 37,07 | 15,72 | 10,09 | 28,40 | 2,41 | 1 616    |
| Cantar-Galo e Vila do Carvalho   | 48,06 | 24,82 | 5,84  | 13,18 | 2,20 | 2 139    |
| Casegas e Ourondo                | 31,85 | 25,48 | 19,75 | 10,51 | 1,59 | 314      |
| Cortes do Meio                   | 50,41 | 23,16 | 6,85  | 7,34  | 3,43 | 613      |
| Covilhã e Canhoso                | 43,06 | 20,06 | 15,55 | 11,00 | 2,90 | 9 378    |
| Dominguizo                       | 28,51 | 38,94 | 21,70 | 2,64  | 1,67 | 719      |
| Erada                            | 51,01 | 12,75 | 22,47 | 6,88  | 1,01 | 494      |
| Ferro                            | 35,03 | 31,57 | 15,14 | 7,03  | 2,92 | 925      |
| Orjais                           | 35,91 | 41,07 | 9,79  | 3,26  | 4,47 | 582      |
| Paul                             | 31,00 | 12,32 | 19,42 | 27,45 | 1,25 | 958      |
| Peraboa                          | 40,00 | 33,64 | 15,91 | 2,27  | 1,36 | 660      |
| Peso e Vales do Rio              | 27,77 | 45,85 | 10,57 | 6,42  | 2,08 | 1 012    |
| São Jorge da Beira               | 42,86 | 28,99 | 11,55 | 5,46  | 0,84 | 476      |
| Sobral de São Miguel             | 19,58 | 35,83 | 21,67 | 7,08  | 4,17 | 240      |
| Teixoso e Sarzedo                | 41,36 | 32,09 | 10,23 | 6,89  | 1,80 | 2 611    |
| Tortosendo                       | 30,25 | 30,51 | 10,86 | 19,49 | 2,68 | 3 140    |
| Unhais da Serra                  | 26,70 | 52,31 | 4,73  | 7,65  | 2,18 | 824      |
| Vale Formoso e Aldeia do Souto   | 24,52 | 38,26 | 23,48 | 2,61  | 1,57 | 575      |
| Verdelhos                        | 56,21 | 9,93  | 7,90  | 9,93  | 2,26 | 443      |
| Covilhã                          | 38,61 | 26,21 | 13,78 | 11,62 | 2,42 | 28 761   |

#### Juntas de Freguesia
| Partido                 | Partido                        | Votos  | %               | +/-   | Presidentes | Mandatos  | +/-     |
| ----------------------- | ------------------------------ | ------ | --------------- | ----- | ----------- | --------- | ------- |
|                         | Partido Socialista             | 10 253 | 35,65 / 100,00  | 5,13  | 7 / 21      | 61 / 181  | 7       |
|                         | Grupo de Cidadãos              | 10 240 | 35,61 / 100,00  | 17,63 | 12 / 21     | 87 / 181  | 23      |
|                         | Coligação Democrática Unitária | 3 207  | 11,15 / 100,00  | 0,56  | 1 / 21      | 15 / 181  | 5       |
|                         | Partido Social Democrata       | 2 883  | 10,03 / 100,00  | 25,15 | 1 / 21      | 18 / 181  | 81      |
|                         | Bloco de Esquerda              | 309    | 1,07 / 100,00   | 0,87  | 0 / 21      | 0 / 181   | Estável |
| Votos Inválidos         | Votos Inválidos                | 1 865  | 6,48 / 100,00   | 2,07  |             |           |         |
| Total                   | Total                          | 28 757 | 100,00 / 100,00 |       | 21 / 21     | 181 / 181 | 70      |
| Eleitorado/Participação | Eleitorado/Participação        | 49 773 | 57,78 / 100,00  | 3,90  |             |           |         |

| Freguesia                        | Partido Vencedor | Partido Vencedor               | %              | Mandatos |
| -------------------------------- | ---------------- | ------------------------------ | -------------- | -------- |
| Aldeia de São Francisco de Assis |                  | Partido Social Democrata       | 78,59 / 100,00 | 6 / 7    |
| Barco e Coutada                  |                  | Grupo de Cidadãos              | 59,70 / 100,00 | 6 / 9    |
| Boidobra                         |                  | Coligação Democrática Unitária | 36,01 / 100,00 | 4 / 9    |
| Cantar-Galo e Vila do Carvalho   |                  | Partido Socialista             | 51,26 / 100,00 | 5 / 9    |
| Casegas e Ourondo                |                  | Grupo de Cidadãos              | 85,03 / 100,00 | 9 / 9    |
| Cortes do Meio                   |                  | Grupo de Cidadãos              | 49,59 / 100,00 | 4 / 7    |
| Covilhã e Canhoso                |                  | Partido Socialista             | 43,48 / 100,00 | 7 / 13   |
| Dominguizo                       |                  | Grupo de Cidadãos              | 41,86 / 100,00 | 4 / 9    |
| Erada                            |                  | Partido Socialista             | 60,53 / 100,00 | 5 / 7    |
| Ferro                            |                  | Grupo de Cidadãos              | 46,05 / 100,00 | 5 / 9    |
| Orjais                           |                  | Grupo de Cidadãos              | 70,45 / 100,00 | 5 / 7    |
| Paul                             |                  | Partido Socialista             | 39,04 / 100,00 | 4 / 9    |
| Peraboa                          |                  | Partido Socialista             | 39,55 / 100,00 | 4 / 9    |
| Peso e Vales do Rio              |                  | Grupo de Cidadãos              | 54,84 / 100,00 | 5 / 9    |
| São Jorge da Beira               |                  | Partido Socialista             | 47,06 / 100,00 | 4 / 7    |
| Sobral de São Miguel             |                  | Grupo de Cidadãos              | 81,25 / 100,00 | 7 / 7    |
| Teixoso e Sarzedo                |                  | Grupo de Cidadãos              | 41,33 / 100,00 | 4 / 9    |
| Tortosendo                       |                  | Grupo de Cidadãos              | 35,64 / 100,00 | 5 / 13   |
| Unhais da Serra                  |                  | Grupo de Cidadãos              | 69,05 / 100,00 | 7 / 9    |
| Vale Formoso e Aldeia do Souto   |                  | Grupo de Cidadãos              | 43,48 / 100,00 | 3 / 7    |
| Verdelhos                        |                  | Partido Socialista             | 64,11 / 100,00 | 5 / 7    |

### Fundão

#### Câmara Municipal
| Partido                 | Partido                        | Votos  | %               | +/-  | Vereadores | +/-     |
| ----------------------- | ------------------------------ | ------ | --------------- | ---- | ---------- | ------- |
|                         | Partido Social Democrata       | 8 572  | 53,93 / 100,00  | 7,24 | 5 / 7      | Estável |
|                         | Partido Socialista             | 4 134  | 26,01 / 100,00  | 2,83 | 2 / 7      | Estável |
|                         | Coligação Democrática Unitária | 1 146  | 7,46 / 100,00   | 3,81 | 0 / 7      | Estável |
|                         | CDS – Partido Popular          | 463    | 2,91 / 100,00   | 0,13 | 0 / 7      | Estável |
|                         | Partido Trabalhista Português  | 331    | 2,08 / 100,00   | -    | 0 / 7      | -       |
| Votos Inválidos         | Votos Inválidos                | 1 208  | 7,60 / 100,00   | 4,03 |            |         |
| Total                   | Total                          | 15 894 | 100,00 / 100,00 |      | 7 / 7      |         |
| Eleitorado/Participação | Eleitorado/Participação        | 28 906 | 54,99 / 100,00  | 8,53 |            |         |

| Freguesia                           | %     | %     | %     | %     | %    | Votantes |
| Freguesia                           | PSD   | PS    | CDU   | CDS   | PTP  | Votantes |
| ----------------------------------- | ----- | ----- | ----- | ----- | ---- | -------- |
| Alcaide                             | 45,39 | 26,71 | 13,00 | 1,89  | 7,33 | 423      |
| Alcaria                             | 46,64 | 27,54 | 8,61  | 1,20  | 2,75 | 581      |
| Alcongosta                          | 59,12 | 32,32 | 5,52  | 0,55  | 0,83 | 362      |
| Alpedrinha                          | 63,35 | 26,24 | 2,56  | 3,32  | 0,45 | 663      |
| Barroca                             | 52,87 | 23,89 | 1,91  | 3,18  | 1,27 | 314      |
| Bogas de Cima                       | 78,61 | 11,76 | 2,67  | 2,14  | 0,53 | 187      |
| Capinha                             | 53,57 | 20,24 | 16,07 | 4,46  | 0,60 | 336      |
| Castelejo                           | 58,37 | 28,57 | 3,27  | 2,04  | 0,41 | 490      |
| Castelo Novo                        | 65,13 | 20,51 | 4,10  | 3,59  | 0,51 | 195      |
| Enxames                             | 47,60 | 21,41 | 9,90  | 0,64  | 8,63 | 313      |
| Fatela                              | 42,15 | 30,15 | 8,31  | 4,31  | 4,00 | 325      |
| Fundão                              | 53,96 | 21,82 | 11,23 | 2,86  | 2,23 | 6 017    |
| Janeiro de Cima e Bogas de Baixo    | 70,66 | 17,03 | 2,21  | 1,89  | 0,63 | 317      |
| Lavacolhos                          | 41,55 | 29,58 | 14,79 | 1,41  | 1,41 | 142      |
| Orca                                | 61,88 | 30,27 | 1,79  | 1,57  | 0,22 | 446      |
| Pero Viseu                          | 44,64 | 30,70 | 6,35  | 4,16  | 2,19 | 457      |
| Póvoa de Atalaia e Atalaia do Campo | 52,96 | 36,22 | 1,94  | 2,28  | 1,03 | 878      |
| Silvares                            | 60,62 | 30,23 | 2,64  | 0,16  | 1,09 | 645      |
| Soalheira                           | 35,33 | 43,36 | 1,50  | 14,21 | 0,37 | 535      |
| Souto da Casa                       | 63,21 | 17,89 | 7,32  | 1,63  | 0,61 | 492      |
| Telhado                             | 63,71 | 19,14 | 5,71  | 2,00  | 1,71 | 350      |
| Três Povos                          | 50,76 | 27,76 | 5,13  | 2,85  | 4,18 | 526      |
| Vale de Prazeres e Mata da Rainha   | 47,44 | 35,11 | 3,44  | 3,22  | 3,33 | 900      |
| Fundão                              | 53,93 | 26,01 | 7,46  | 2,91  | 2,08 | 15 894   |

#### Assembleia Municipal
| Partido                 | Partido                        | Votos  | %               | +/-  | Mandatos | +/-     |
| ----------------------- | ------------------------------ | ------ | --------------- | ---- | -------- | ------- |
|                         | Partido Social Democrata       | 7 363  | 46,33 / 100,00  | 6,98 | 14 / 24  | 4       |
|                         | Partido Socialista             | 4 704  | 29,60 / 100,00  | 2,45 | 8 / 24   | 3       |
|                         | Coligação Democrática Unitária | 1 528  | 9,61 / 100,00   | 2,90 | 2 / 24   | Estável |
|                         | CDS – Partido Popular          | 509    | 3,20 / 100,00   | 0,12 | 0 / 24   | 1       |
|                         | Partido Trabalhista Português  | 384    | 2,42 / 100,00   | -    | 0 / 24   | -       |
| Votos Inválidos         | Votos Inválidos                | 1 405  | 8,84 / 100,00   | 4,23 |          |         |
| Total                   | Total                          | 15 893 | 100,00 / 100,00 |      | 24 / 24  | 8       |
| Eleitorado/Participação | Eleitorado/Participação        | 28 906 | 54,98 / 100,00  | 8,54 |          |         |

| Freguesia                           | %     | %     | %     | %     | %    | Votantes |
| Freguesia                           | PSD   | PS    | CDU   | CDS   | PTP  | Votantes |
| ----------------------------------- | ----- | ----- | ----- | ----- | ---- | -------- |
| Alcaide                             | 37,35 | 29,31 | 14,66 | 2,60  | 8,51 | 423      |
| Alcaria                             | 41,90 | 28,28 | 9,31  | 1,72  | 3,79 | 580      |
| Alcongosta                          | 51,66 | 38,12 | 6,08  | 0,55  | 1,10 | 362      |
| Alpedrinha                          | 58,52 | 28,36 | 3,32  | 4,68  | 0,75 | 663      |
| Barroca                             | 49,04 | 27,71 | 4,46  | 0,96  | 1,27 | 314      |
| Bogas de Cima                       | 76,47 | 10,70 | 3,21  | 1,60  | 0,53 | 187      |
| Capinha                             | 49,40 | 20,24 | 19,05 | 3,87  | 1,49 | 336      |
| Castelejo                           | 46,73 | 37,96 | 4,08  | 2,24  | 0,82 | 490      |
| Castelo Novo                        | 61,03 | 21,03 | 7,69  | 4,62  | 0    | 195      |
| Enxames                             | 42,81 | 24,28 | 8,95  | 1,60  | 9,90 | 313      |
| Fatela                              | 29,85 | 38,77 | 12,62 | 3,08  | 4,31 | 325      |
| Fundão                              | 41,65 | 27,64 | 15,27 | 3,29  | 2,66 | 6 017    |
| Janeiro de Cima e Bogas de Baixo    | 64,67 | 21,14 | 2,52  | 2,52  | 0,95 | 317      |
| Lavacolhos                          | 31,69 | 36,62 | 16,20 | 2,11  | 1,41 | 142      |
| Orca                                | 61,88 | 30,94 | 2,47  | 1,57  | 0,45 | 446      |
| Pero Viseu                          | 41,58 | 33,92 | 6,78  | 4,16  | 2,19 | 457      |
| Póvoa de Atalaia e Atalaia do Campo | 51,94 | 35,88 | 2,51  | 2,16  | 1,37 | 878      |
| Silvares                            | 54,57 | 33,18 | 3,10  | 0,78  | 1,09 | 645      |
| Soalheira                           | 35,14 | 38,88 | 3,18  | 16,82 | 0,56 | 535      |
| Souto da Casa                       | 57,11 | 18,09 | 8,94  | 1,42  | 2,24 | 492      |
| Telhado                             | 58,86 | 23,14 | 4,57  | 2,29  | 1,71 | 350      |
| Três Povos                          | 46,20 | 31,56 | 5,70  | 2,85  | 3,04 | 526      |
| Vale de Prazeres e Mata da Rainha   | 44,11 | 37,56 | 4,33  | 2,44  | 2,89 | 900      |
| Fundão                              | 46,33 | 29,60 | 9,61  | 3,20  | 2,42 | 15 893   |

#### Juntas de Freguesia
| Partido                 | Partido                        | Votos  | %               | +/-   | Presidentes | Vereadores | +/-     |
| ----------------------- | ------------------------------ | ------ | --------------- | ----- | ----------- | ---------- | ------- |
|                         | Grupo de Cidadãos              | 5 624  | 35,39 / 100,00  | 13,14 | 8 / 23      | 63 / 177   | 19      |
|                         | Partido Socialista             | 3 825  | 24,07 / 100,00  | 5,94  | 2 / 23      | 36 / 177   | 24      |
|                         | Partido Social Democrata       | 3 624  | 22,80 / 100,00  | 13,13 | 12 / 23     | 72 / 177   | 56      |
|                         | Coligação Democrática Unitária | 730    | 4,59 / 100,00   | 0,84  | 0 / 23      | 3 / 177    | Estável |
|                         | CDS – Partido Popular          | 200    | 1,26 / 100,00   | -     | 1 / 23      | 3 / 177    | -       |
| Votos Inválidos         | Votos Inválidos                | 1 889  | 11,89 / 100,00  | 4,03  |             |            |         |
| Total                   | Total                          | 15 892 | 100,00 / 100,00 |       | 23 / 23     | 177 / 177  | 58      |
| Eleitorado/Participação | Eleitorado/Participação        | 28 906 | 54,98 / 100,00  | 8,54  |             |            |         |

| Freguesia                           | Partido Vencedor | Partido Vencedor         | %              | Mandatos |
| ----------------------------------- | ---------------- | ------------------------ | -------------- | -------- |
| Alcaide                             |                  | Grupo de Cidadãos        | 65,72 / 100,00 | 5 / 7    |
| Alcaria                             |                  | Grupo de Cidadãos        | 72,46 / 100,00 | 9 / 9    |
| Alcongosta                          |                  | Partido Social Democrata | 49,45 / 100,00 | 4 / 7    |
| Alpedrinha                          |                  | Partido Social Democrata | 62,44 / 100,00 | 5 / 7    |
| Barroca                             |                  | Partido Social Democrata | 61,78 / 100,00 | 7 / 7    |
| Bogas de Cima                       |                  | Partido Social Democrata | 89,30 / 100,00 | 7 / 7    |
| Capinha                             |                  | Partido Social Democrata | 59,82 / 100,00 | 5 / 7    |
| Castelejo                           |                  | Partido Socialista       | 57,76 / 100,00 | 5 / 7    |
| Castelo Novo                        |                  | Grupo de Cidadãos        | 75,38 / 100,00 | 7 / 7    |
| Enxames                             |                  | Grupo de Cidadãos        | 75,72 / 100,00 | 7 / 7    |
| Fatela                              |                  | Grupo de Cidadãos        | 53,54 / 100,00 | 7 / 7    |
| Fundão                              |                  | Grupo de Cidadãos        | 36,83 / 100,00 | 6 / 13   |
| Janeiro de Cima e Bogas de Baixo    |                  | Partido Social Democrata | 79,81 / 100,00 | 7 / 7    |
| Lavacolhos                          |                  | Partido Socialista       | 78,87 / 100,00 | 6 / 7    |
| Orca                                |                  | Partido Social Democrata | 63,68 / 100,00 | 5 / 7    |
| Pero Viseu                          |                  | Grupo de Cidadãos        | 53,83 / 100,00 | 4 / 7    |
| Póvoa de Atalaia e Atalaia do Campo |                  | Partido Social Democrata | 57,97 / 100,00 | 6 / 9    |
| Silvares                            |                  | Partido Social Democrata | 51,78 / 100,00 | 5 / 9    |
| Soalheira                           |                  | CDS – Partido Popular    | 37,38 / 100,00 | 3 / 7    |
| Souto da Casa                       |                  | Partido Social Democrata | 73,32 / 100,00 | 7 / 7    |
| Telhado                             |                  | Partido Social Democrata | 77,65 / 100,00 | 7 / 7    |
| Três Povos                          |                  | Grupo de Cidadãos        | 84,79 / 100,00 | 7 / 7    |
| Vale de Prazeres e Mata da Rainha   |                  | Grupo de Cidadãos        | 55,44 / 100,00 | 5 / 9    |

### Idanha-a-Nova

#### Câmara Municipal
| Partido                 | Partido                        | Votos | %               | +/-   | Vereadores | +/-     |
| ----------------------- | ------------------------------ | ----- | --------------- | ----- | ---------- | ------- |
|                         | Partido Socialista             | 4 045 | 64,14 / 100,00  | 5,64  | 4 / 5      | 1       |
|                         | Partido Social Democrata       | 920   | 14,59 / 100,00  | 13,45 | 1 / 5      | 1       |
|                         | Coligação Democrática Unitária | 339   | 5,37 / 100,00   | 2,50  | 0 / 5      | Estável |
|                         | Com as Pessoas, por Idanha     | 286   | 4,53 / 100,00   | Novo  | 0 / 5      | Novo    |
|                         | CDS – Partido Popular          | 230   | 3,65 / 100,00   | 1,53  | 0 / 5      | Estável |
| Votos Inválidos         | Votos Inválidos                | 487   | 7,72 / 100,00   | 2,20  |            |         |
| Total                   | Total                          | 6 307 | 100,00 / 100,00 |       | 5 / 5      | 2       |
| Eleitorado/Participação | Eleitorado/Participação        | 9 613 | 65,61 / 100,00  | 1,77  |            |         |

| Freguesia                           | %     | %     | %     | %     | %    | Votantes |
| Freguesia                           | PS    | PSD   | CDU   | CPPI  | CDS  | Votantes |
| ----------------------------------- | ----- | ----- | ----- | ----- | ---- | -------- |
| Aldeia de Santa Margarida           | 61,31 | 14,07 | 2,51  | 2,51  | 7,54 | 199      |
| Idanha-a-Nova e Alcafozes           | 61,86 | 13,08 | 8,49  | 1,46  | 7,59 | 1 437    |
| Ladoeiro                            | 67,92 | 19,55 | 1,63  | 2,01  | 2,38 | 798      |
| Medelim                             | 64,47 | 24,34 | 1,97  | 1,97  | 2,63 | 152      |
| Monfortinho e Salvaterra do Extremo | 60,81 | 25,64 | 4,03  | 2,54  | 2,12 | 472      |
| Monsanto e Idanha-a-Velha           | 60,97 | 5,70  | 3,35  | 18,93 | 2,85 | 597      |
| Oledo                               | 64,23 | 18,98 | 5,84  | 0,73  | 3,28 | 274      |
| Penha Garcia                        | 78,28 | 7,54  | 1,80  | 2,87  | 3,23 | 557      |
| Proença-a-Velha                     | 74,07 | 9,63  | 2,22  | 5,19  | 2,22 | 135      |
| Rosmaninhal                         | 65,14 | 9,13  | 3,13  | 4,81  | 2,16 | 416      |
| São Miguel de Acha                  | 49,50 | 17,66 | 6,22  | 15,67 | 1,49 | 402      |
| Toulões                             | 76,92 | 10,26 | 2,56  | 0,64  | 0,64 | 156      |
| Zebreira e Segura                   | 61,94 | 17,42 | 12,08 | 0,98  | 1,40 | 712      |
| Idanha-a-Nova                       | 64,14 | 14,59 | 5,37  | 4,53  | 3,65 | 6 307    |

#### Assembleia Municipal
| Partido                 | Partido                        | Votos | %               | +/-   | Mandatos | +/-     |
| ----------------------- | ------------------------------ | ----- | --------------- | ----- | -------- | ------- |
|                         | Partido Socialista             | 3 702 | 58,71 / 100,00  | 1,71  | 11 / 15  | 2       |
|                         | Partido Social Democrata       | 1 045 | 16,57 / 100,00  | 11,66 | 3 / 15   | 3       |
|                         | Coligação Democrática Unitária | 484   | 7,68 / 100,00   | 2,87  | 1 / 15   | Estável |
|                         | Com as Pessoas, por Idanha     | 267   | 4,23 / 100,00   | Novo  | 0 / 15   | Novo    |
|                         | CDS – Partido Popular          | 257   | 4,08 / 100,00   | 0,99  | 0 / 15   | 1       |
| Votos Inválidos         | Votos Inválidos                | 551   | 8,73 / 100,00   | 3,84  |          |         |
| Total                   | Total                          | 6 306 | 100,00 / 100,00 |       | 15 / 15  | 6       |
| Eleitorado/Participação | Eleitorado/Participação        | 9 613 | 65,60 / 100,00  | 1,78  |          |         |

| Freguesia                           | %     | %     | %     | %     | %    | Votantes |
| Freguesia                           | PS    | PSD   | CDU   | CPPI  | CDS  | Votantes |
| ----------------------------------- | ----- | ----- | ----- | ----- | ---- | -------- |
| Aldeia de Santa Margarida           | 65,33 | 11,56 | 7,54  | 1,51  | 3,02 | 199      |
| Idanha-a-Nova e Alcafozes           | 56,30 | 14,82 | 10,79 | 1,67  | 8,49 | 1 437    |
| Ladoeiro                            | 62,66 | 24,19 | 2,76  | 1,25  | 1,75 | 798      |
| Medelim                             | 57,89 | 25,00 | 3,29  | 1,32  | 2,63 | 152      |
| Monfortinho e Salvaterra do Extremo | 54,24 | 28,81 | 5,51  | 1,27  | 3,18 | 472      |
| Monsanto e Idanha-a-Velha           | 55,95 | 7,54  | 4,69  | 18,43 | 4,19 | 597      |
| Oledo                               | 62,41 | 19,71 | 6,57  | 4,38  | 0,36 | 274      |
| Penha Garcia                        | 72,53 | 10,41 | 3,41  | 2,51  | 3,77 | 557      |
| Proença-a-Velha                     | 72,59 | 7,41  | 6,67  | 4,44  | 2,22 | 135      |
| Rosmaninhal                         | 57,97 | 8,94  | 4,83  | 4,83  | 2,42 | 414      |
| São Miguel de Acha                  | 39,95 | 20,84 | 12,16 | 16,13 | 1,49 | 403      |
| Toulões                             | 71,79 | 11,54 | 3,85  | 1,28  | 1,92 | 156      |
| Zebreira e Segura                   | 56,04 | 19,10 | 15,73 | 0,56  | 2,25 | 712      |
| Idanha-a-Nova                       | 58,71 | 16,57 | 7,68  | 4,23  | 4,08 | 6 306    |

#### Juntas de Freguesia
| Partido                 | Partido                        | Votos | %               | +/-  | Presidentes | Mandatos | +/-     |
| ----------------------- | ------------------------------ | ----- | --------------- | ---- | ----------- | -------- | ------- |
|                         | Partido Socialista             | 3 717 | 58,91 / 100,00  | 1,47 | 12 / 13     | 72 / 97  | 11      |
|                         | Partido Social Democrata       | 940   | 14,90 / 100,00  | 9,97 | 0 / 13      | 13 / 97  | 14      |
|                         | Grupo de Cidadãos              | 516   | 8,18 / 100,00   | 7,34 | 1 / 13      | 8 / 97   | 5       |
|                         | CDS – Partido Popular          | 405   | 6,42 / 100,00   | 3,90 | 0 / 13      | 3 / 97   | Estável |
|                         | Coligação Democrática Unitária | 247   | 3,91 / 100,00   | 0,42 | 0 / 13      | 1 / 97   | 1       |
| Votos Inválidos         | Votos Inválidos                | 485   | 7,68 / 100,00   | 0,61 |             |          |         |
| Total                   | Total                          | 6 310 | 100,00 / 100,00 |      | 13 / 13     | 97 / 97  | 21      |
| Eleitorado/Participação | Eleitorado/Participação        | 9 613 | 65,64 / 100,00  | 1,67 |             |          |         |

| Freguesia                           | Partido Vencedor | Partido Vencedor   | %              | Mandatos |
| ----------------------------------- | ---------------- | ------------------ | -------------- | -------- |
| Aldeia de Santa Margarida           |                  | Partido Socialista | 75,38 / 100,00 | 7 / 7    |
| Idanha-a-Nova e Alcafozes           |                  | Partido Socialista | 51,98 / 100,00 | 5 / 9    |
| Ladoeiro                            |                  | Partido Socialista | 61,65 / 100,00 | 6 / 9    |
| Medelim                             |                  | Partido Socialista | 70,39 / 100,00 | 7 / 7    |
| Monfortinho e Salvaterra do Extremo |                  | Partido Socialista | 52,12 / 100,00 | 4 / 7    |
| Monsanto e Idanha-a-Velha           |                  | Partido Socialista | 57,62 / 100,00 | 5 / 7    |
| Oledo                               |                  | Partido Socialista | 67,52 / 100,00 | 5 / 7    |
| Penha Garcia                        |                  | Partido Socialista | 80,29 / 100,00 | 6 / 7    |
| Proença-a-Velha                     |                  | Partido Socialista | 91,85 / 100,00 | 7 / 7    |
| Rosmaninhal                         |                  | Grupo de Cidadãos  | 46,28 / 100,00 | 4 / 7    |
| São Miguel de Acha                  |                  | Partido Socialista | 42,43 / 100,00 | 4 / 7    |
| Toulões                             |                  | Partido Socialista | 92,95 / 100,00 | 7 / 7    |
| Zebreira e Segura                   |                  | Partido Socialista | 55,34 / 100,00 | 6 / 9    |

### Oleiros

#### Câmara Municipal
| Partido                 | Partido                                     | Votos | %               | +/-   | Vereadores | +/-     |
| ----------------------- | ------------------------------------------- | ----- | --------------- | ----- | ---------- | ------- |
|                         | Partido Social Democrata                    | 2 087 | 52,41 / 100,00  | 22,75 | 3 / 5      | 1       |
|                         | Mais Concelho de Oleiros! (Apoiado pelo PS) | 1 614 | 40,53 / 100,00  | Novo  | 2 / 5      | Novo    |
|                         | Coligação Democrática Unitária              | 54    | 1,36 / 100,00   | 0,44  | 0 / 5      | Estável |
| Votos Inválidos         | Votos Inválidos                             | 227   | 5,70 / 100,00   | 0,70  |            |         |
| Total                   | Total                                       | 3 982 | 100,00 / 100,00 |       | 5 / 5      |         |
| Eleitorado/Participação | Eleitorado/Participação                     | 5 560 | 71,62 / 100,00  | 9,47  |            |         |

| Freguesia                | %     | %     | %    | Votantes |
| Freguesia                | PSD   | MCO   | CDU  | Votantes |
| ------------------------ | ----- | ----- | ---- | -------- |
| Álvaro                   | 58,68 | 33,53 | 0,60 | 167      |
| Cambas                   | 49,11 | 43,30 | 0,45 | 224      |
| Estreito - Vilar Barroco | 58,79 | 33,59 | 1,81 | 774      |
| Isna                     | 59,24 | 39,67 | 0    | 184      |
| Madeirã                  | 46,48 | 51,41 | 0,70 | 142      |
| Mosteiro                 | 58,54 | 34,96 | 1,22 | 246      |
| Oleiros - Amieira        | 41,70 | 51,26 | 1,19 | 1 590    |
| Orvalho                  | 70,06 | 20,93 | 2,62 | 344      |
| Sarnadas de São Simão    | 67,43 | 25,71 | 1,14 | 175      |
| Sobral                   | 61,03 | 27,21 | 2,94 | 136      |
| Oleiros                  | 52,41 | 40,53 | 1,36 | 3 982    |

#### Assembleia Municipal
| Partido                 | Partido                        | Votos | %               | +/-   | Vereadores | +/-     |
| ----------------------- | ------------------------------ | ----- | --------------- | ----- | ---------- | ------- |
|                         | Partido Social Democrata       | 2 095 | 52,61 / 100,00  | 18,05 | 9 / 15     | 3       |
|                         | Mais Concelho de Oleiros!      | 1 618 | 40,63 / 100,00  | Novo  | 6 / 15     | Novo    |
|                         | Coligação Democrática Unitária | 56    | 1,41 / 100,00   | 0,74  | 0 / 15     | Estável |
| Votos Inválidos         | Votos Inválidos                | 213   | 5,34 / 100,00   | 0,40  |            |         |
| Total                   | Total                          | 3 982 | 100,00 / 100,00 |       | 15 / 15    |         |
| Eleitorado/Participação | Eleitorado/Participação        | 5 560 | 71,62 / 100,00  | 9,47  |            |         |

| Freguesia                | %     | %     | %    | Votantes |
| Freguesia                | PSD   | MCO   | CDU  | Votantes |
| ------------------------ | ----- | ----- | ---- | -------- |
| Álvaro                   | 58,68 | 32,93 | 1,20 | 167      |
| Cambas                   | 52,23 | 41,96 | 0    | 224      |
| Estreito - Vilar Barroco | 58,79 | 33,59 | 1,81 | 774      |
| Isna                     | 59,78 | 39,13 | 0    | 184      |
| Madeirã                  | 46,48 | 49,30 | 0,70 | 142      |
| Mosteiro                 | 58,94 | 36,59 | 1,63 | 246      |
| Oleiros - Amieira        | 42,01 | 52,14 | 1,13 | 1 590    |
| Orvalho                  | 68,31 | 20,35 | 3,49 | 344      |
| Sarnadas de São Simão    | 66,86 | 24,57 | 0,57 | 175      |
| Sobral                   | 61,76 | 25,74 | 2,94 | 136      |
| Oleiros                  | 52,61 | 40,63 | 1,41 | 3 982    |

#### Juntas de Freguesia
| Partido                 | Partido                        | Votos | %               | +/-   | Presidentes | Vereadores | +/- |
| ----------------------- | ------------------------------ | ----- | --------------- | ----- | ----------- | ---------- | --- |
|                         | Partido Social Democrata       | 1 807 | 45,38 / 100,00  | 24,83 | 7 / 10      | 44 / 74    | 36  |
|                         | Grupo de Cidadãos              | 1 782 | 44,75 / 100,00  | 38,13 | 3 / 10      | 29 / 74    | 23  |
|                         | Coligação Democrática Unitária | 48    | 1,21 / 100,00   | 5,26  | 0 / 10      | 1 / 74     | 1   |
| Votos Inválidos         | Votos Inválidos                | 345   | 8,66 / 100,00   | 8,03  |             |            |     |
| Total                   | Total                          | 3 982 | 100,00 / 100,00 |       | 10 / 10     | 74 / 74    | 14  |
| Eleitorado/Participação | Eleitorado/Participação        | 5 560 | 71,62 / 100,00  | 9,47  |             |            |     |

| Freguesia                | Partido Vencedor | Partido Vencedor         | %              | Mandatos |
| ------------------------ | ---------------- | ------------------------ | -------------- | -------- |
| Álvaro                   |                  | Partido Social Democrata | 55,69 / 100,00 | 4 / 7    |
| Cambas                   |                  | Partido Social Democrata | 50,00 / 100,00 | 4 / 7    |
| Estreito - Vilar Barroco |                  | Partido Social Democrata | 55,68 / 100,00 | 5 / 9    |
| Isna                     |                  | Partido Social Democrata | 58,70 / 100,00 | 4 / 7    |
| Madeirã                  |                  | Grupo de Cidadãos        | 55,63 / 100,00 | 4 / 7    |
| Mosteiro                 |                  | Partido Social Democrata | 84,55 / 100,00 | 7 / 7    |
| Oleiros - Amieira        |                  | Grupo de Cidadãos        | 58,18 / 100,00 | 6 / 9    |
| Orvalho                  |                  | Grupo de Cidadãos        | 72,67 / 100,00 | 6 / 7    |
| Sarnadas de São Simão    |                  | Partido Social Democrata | 73,14 / 100,00 | 7 / 7    |
| Sobral                   |                  | Partido Social Democrata | 66,91 / 100,00 | 7 / 7    |

### Penamacor

#### Câmara Municipal
| Partido                 | Partido                        | Votos | %               | +/-  | Vereadores | +/-     |
| ----------------------- | ------------------------------ | ----- | --------------- | ---- | ---------- | ------- |
|                         | Partido Socialista             | 2 029 | 53,44 / 100,00  | 0,20 | 3 / 5      | Estável |
|                         | PSD-MPT                        | 1 142 | 30,08 / 100,00  | Novo | 2 / 5      | Novo    |
|                         | CDS – Partido Popular          | 340   | 8,95 / 100,00   | -    | 0 / 5      | -       |
|                         | Coligação Democrática Unitária | 77    | 2,03 / 100,00   | 0,80 | 0 / 5      | Estável |
| Votos Inválidos         | Votos Inválidos                | 209   | 5,51 / 100,00   | 1,05 |            |         |
| Total                   | Total                          | 3 797 | 100,00 / 100,00 |      | 5 / 5      |         |
| Eleitorado/Participação | Eleitorado/Participação        | 5 579 | 68,06 / 100,00  | 0,46 |            |         |

| Freguesia                                     | %     | %        | %     | %    | Votantes |
| Freguesia                                     | PS    | PSD- MPT | CDS   | CDU  | Votantes |
| --------------------------------------------- | ----- | -------- | ----- | ---- | -------- |
| Aldeia do Bispo, Águas e Aldeia de João Pires | 46,44 | 32,89    | 11,01 | 4,16 | 745      |
| Aranhas                                       | 51,67 | 37,17    | 6,69  | 0,37 | 269      |
| Benquerença                                   | 68,62 | 18,88    | 5,32  | 0,53 | 376      |
| Meimão                                        | 63,45 | 24,50    | 1,20  | 3,21 | 249      |
| Meimoa                                        | 54,24 | 28,04    | 5,17  | 2,95 | 271      |
| Pedrógão de São Pedro e Bemposta              | 61,64 | 26,71    | 5,02  | 1,37 | 438      |
| Penamacor                                     | 49,72 | 25,42    | 18,39 | 1,56 | 897      |
| Salvador                                      | 36,44 | 54,81    | 2,33  | 1,46 | 343      |
| Vale da Senhora da Póvoa                      | 66,99 | 26,79    | 3,83  | 0,96 | 209      |
| Penamacor                                     | 53,44 | 30,08    | 8,95  | 2,03 | 3 797    |

#### Assembleia Municipal
| Partido                 | Partido                        | Votos | %               | +/-  | Vereadores | +/-     |
| ----------------------- | ------------------------------ | ----- | --------------- | ---- | ---------- | ------- |
|                         | Partido Socialista             | 1 965 | 51,77 / 100,00  | 2,39 | 9 / 15     | Estável |
|                         | PSD-MPT                        | 1 184 | 31,19 / 100,00  | Novo | 5 / 15     | Novo    |
|                         | CDS – Partido Popular          | 322   | 8,48 / 100,00   | -    | 1 / 15     | -       |
|                         | Coligação Democrática Unitária | 90    | 2,37 / 100,00   | 1,22 | 0 / 15     | Estável |
| Votos Inválidos         | Votos Inválidos                | 235   | 6,19 / 100,00   | 1,13 |            |         |
| Total                   | Total                          | 3 796 | 100,00 / 100,00 |      | 15 / 15    |         |
| Eleitorado/Participação | Eleitorado/Participação        | 5 579 | 68,04 / 100,00  | 0,48 |            |         |

| Freguesia                                     | %     | %        | %     | %    | Votantes |
| Freguesia                                     | PS    | PSD- MPT | CDS   | CDU  | Votantes |
| --------------------------------------------- | ----- | -------- | ----- | ---- | -------- |
| Aldeia do Bispo, Águas e Aldeia de João Pires | 42,95 | 34,63    | 10,47 | 5,37 | 745      |
| Aranhas                                       | 49,44 | 36,06    | 6,69  | 1,86 | 269      |
| Benquerença                                   | 62,23 | 22,34    | 6,91  | 0,53 | 376      |
| Meimão                                        | 62,25 | 27,71    | 0,80  | 1,61 | 249      |
| Meimoa                                        | 55,19 | 28,15    | 4,44  | 2,59 | 270      |
| Pedrógão de São Pedro e Bemposta              | 59,59 | 26,48    | 5,25  | 1,83 | 438      |
| Penamacor                                     | 51,06 | 26,98    | 15,83 | 1,34 | 897      |
| Salvador                                      | 35,57 | 53,35    | 3,21  | 2,92 | 343      |
| Vale da Senhora da Póvoa                      | 63,64 | 28,23    | 4,78  | 0,96 | 209      |
| Penamacor                                     | 51,77 | 31,19    | 8,48  | 2,37 | 3 796    |

#### Juntas de Freguesia
| Partido                 | Partido                        | Votos | %               | +/-  | Presidentes | Mandatos | +/-     |
| ----------------------- | ------------------------------ | ----- | --------------- | ---- | ----------- | -------- | ------- |
|                         | Partido Socialista             | 2 013 | 53,02 / 100,00  | 0,78 | 8 / 9       | 41 / 67  | 7       |
|                         | PSD-MPT                        | 1 297 | 34,16 / 100,00  | Novo | 1 / 9       | 24 / 67  | Novo    |
|                         | CDS – Partido Popular          | 224   | 5,90 / 100,00   | -    | 0 / 9       | 2 / 67   | -       |
|                         | Coligação Democrática Unitária | 41    | 1,08 / 100,00   | 0,87 | 0 / 9       | 0 / 67   | Estável |
| Votos Inválidos         | Votos Inválidos                | 222   | 5,85 / 100,00   | 1,00 |             |          |         |
| Total                   | Total                          | 3 797 | 100,00 / 100,00 |      | 9 / 9       | 67 / 67  | 19      |
| Eleitorado/Participação | Eleitorado/Participação        | 5 579 | 68,06 / 100,00  | 0,46 |             |          |         |

| Freguesia                                     | Partido Vencedor | Partido Vencedor   | %              | Mandatos |
| --------------------------------------------- | ---------------- | ------------------ | -------------- | -------- |
| Aldeia do Bispo, Águas e Aldeia de João Pires |                  | Partido Socialista | 41,74 / 100,00 | 4 / 9    |
| Aranhas                                       |                  | Partido Socialista | 53,16 / 100,00 | 4 / 7    |
| Benquerença                                   |                  | Partido Socialista | 62,77 / 100,00 | 6 / 7    |
| Meimão                                        |                  | Partido Socialista | 67,87 / 100,00 | 5 / 7    |
| Meimoa                                        |                  | Partido Socialista | 59,04 / 100,00 | 5 / 7    |
| Pedrógão de São Pedro e Bemposta              |                  | Partido Socialista | 67,12 / 100,00 | 5 / 7    |
| Penamacor                                     |                  | Partido Socialista | 49,16 / 100,00 | 5 / 9    |
| Salvador                                      |                  | PSD-MPT            | 55,69 / 100,00 | 4 / 7    |
| Vale da Senhora da Póvoa                      |                  | Partido Socialista | 60,29 / 100,00 | 4 / 7    |

### Proença-a-Nova

#### Câmara Municipal
| Partido                 | Partido                        | Votos | %               | +/-  | Vereadores | +/-     |
| ----------------------- | ------------------------------ | ----- | --------------- | ---- | ---------- | ------- |
|                         | Partido Socialista             | 3 738 | 72,77 / 100,00  | 3,79 | 4 / 5      | Estável |
|                         | Partido Social Democrata       | 980   | 19,08 / 100,00  | 0,93 | 1 / 5      | Estável |
|                         | Coligação Democrática Unitária | 100   | 1,95 / 100,00   | 1,31 | 0 / 5      | Estável |
| Votos Inválidos         | Votos Inválidos                | 319   | 6,21 / 100,00   | 3,14 |            |         |
| Total                   | Total                          | 5 137 | 100,00 / 100,00 |      | 5 / 5      |         |
| Eleitorado/Participação | Eleitorado/Participação        | 7 964 | 64,50 / 100,00  | 5,04 |            |         |

| Freguesia                          | %     | %     | %    | Votantes |
| Freguesia                          | PS    | PSD   | CDU  | Votantes |
| ---------------------------------- | ----- | ----- | ---- | -------- |
| Montes da Senhora                  | 59,72 | 31,86 | 1,00 | 499      |
| Proença-a-Nova e Peral             | 74,23 | 17,06 | 2,18 | 2 930    |
| São Pedro do Esteval               | 75,51 | 17,35 | 1,53 | 392      |
| Sobreira Formosa e Alvito da Beira | 73,63 | 19,22 | 1,90 | 1 316    |
| Proença-a-Nova                     | 72,77 | 19,08 | 1,95 | 5 137    |

#### Assembleia Municipal
| Partido                 | Partido                        | Votos | %               | +/-   | Mandatos | +/-     |
| ----------------------- | ------------------------------ | ----- | --------------- | ----- | -------- | ------- |
|                         | Partido Socialista             | 3 017 | 58,73 / 100,00  | 12,81 | 11 / 15  | 1       |
|                         | Partido Social Democrata       | 1 092 | 21,26 / 100,00  | 0,21  | 3 / 15   | Estável |
|                         | CDS – Partido Popular          | 532   | 10,36 / 100,00  | 8,05  | 1 / 15   | 1       |
|                         | Coligação Democrática Unitária | 103   | 2,01 / 100,00   | 0,56  | 0 / 15   | Estável |
| Votos Inválidos         | Votos Inválidos                | 393   | 7,65 / 100,00   | 3,33  |          |         |
| Total                   | Total                          | 5 137 | 100,00 / 100,00 |       | 15 / 15  |         |
| Eleitorado/Participação | Eleitorado/Participação        | 7 964 | 64,50 / 100,00  | 5,04  |          |         |

| Freguesia                          | %     | %     | %     | %    | Votantes |
| Freguesia                          | PS    | PSD   | CDS   | CDU  | Votantes |
| ---------------------------------- | ----- | ----- | ----- | ---- | -------- |
| Montes da Senhora                  | 47,70 | 34,87 | 6,61  | 2,40 | 499      |
| Proença-a-Nova e Peral             | 57,17 | 17,58 | 14,88 | 1,74 | 2 930    |
| São Pedro do Esteval               | 64,80 | 21,43 | 3,06  | 4,34 | 392      |
| Sobreira Formosa e Alvito da Beira | 64,59 | 24,24 | 3,88  | 1,75 | 1 316    |
| Proença-a-Nova                     | 58,73 | 21,26 | 10,36 | 2,01 | 5 137    |

#### Juntas de Freguesia
| Partido                 | Partido                        | Votos | %               | +/-   | Presidentes | Vereadores | +/-     |
| ----------------------- | ------------------------------ | ----- | --------------- | ----- | ----------- | ---------- | ------- |
|                         | Partido Socialista             | 2 648 | 51,55 / 100,00  | 12,88 | 3 / 4       | 19 / 32    | 13      |
|                         | Partido Social Democrata       | 1 189 | 23,15 / 100,00  | 4,45  | 1 / 4       | 10 / 32    | 1       |
|                         | CDS – Partido Popular          | 948   | 18,45 / 100,00  | -     | 0 / 4       | 3 / 32     | -       |
|                         | Coligação Democrática Unitária | 65    | 1,27 / 100,00   | 0,34  | 0 / 4       | 0 / 32     | Estável |
| Votos Inválidos         | Votos Inválidos                | 287   | 5,58 / 100,00   | 2,62  |             |            |         |
| Total                   | Total                          | 5 137 | 100,00 / 100,00 |       | 4 / 4       | 32 / 32    | 14      |
| Eleitorado/Participação | Eleitorado/Participação        | 7 964 | 64,50 / 100,00  | 5,04  |             |            |         |

| Freguesia                          | Partido Vencedor | Partido Vencedor         | %              | Mandatos |
| ---------------------------------- | ---------------- | ------------------------ | -------------- | -------- |
| Montes da Senhora                  |                  | Partido Social Democrata | 48,90 / 100,00 | 4 / 7    |
| Proença-a-Nova e Peral             |                  | Partido Socialista       | 47,27 / 100,00 | 5 / 9    |
| São Pedro do Esteval               |                  | Partido Socialista       | 70,41 / 100,00 | 5 / 7    |
| Sobreira Formosa e Alvito da Beira |                  | Partido Socialista       | 58,74 / 100,00 | 6 / 9    |

### Sertã

#### Câmara Municipal
| Partido                 | Partido                        | Votos  | %               | +/-   | Vereadores | +/-     |
| ----------------------- | ------------------------------ | ------ | --------------- | ----- | ---------- | ------- |
|                         | Partido Social Democrata       | 5 776  | 61,61 / 100,00  | 10,70 | 5 / 7      | 1       |
|                         | Partido Socialista             | 2 342  | 24,98 / 100,00  | 11,27 | 2 / 7      | 1       |
|                         | CDS – Partido Popular          | 384    | 4,10 / 100,00   | 3,57  | 0 / 7      | Estável |
|                         | Movimento de Ideias            | 160    | 1,71 / 100,00   | Novo  | 0 / 7      | Novo    |
|                         | Coligação Democrática Unitária | 141    | 1,50 / 100,00   | 0,88  | 0 / 7      | Estável |
| Votos Inválidos         | Votos Inválidos                | 572    | 6,11 / 100,00   | 3,19  |            |         |
| Total                   | Total                          | 9 375  | 100,00 / 100,00 |       | 7 / 7      |         |
| Eleitorado/Participação | Eleitorado/Participação        | 14 826 | 63,23 / 100,00  | 4,27  |            |         |

| Freguesia                                 | %     | %     | %     | %    | %    | Votantes |
| Freguesia                                 | PSD   | PS    | CDS   | MDI  | CDU  | Votantes |
| ----------------------------------------- | ----- | ----- | ----- | ---- | ---- | -------- |
| Cabeçudo                                  | 54,08 | 31,56 | 2,66  | 4,79 | 1,06 | 564      |
| Carvalhal                                 | 51,81 | 37,35 | 2,41  | 1,20 | 0,90 | 332      |
| Castelo                                   | 55,18 | 37,64 | 0,80  | 0,48 | 1,59 | 627      |
| Cernache do Bonjardim, Nesperal e Palhais | 58,55 | 24,79 | 6,00  | 1,18 | 2,88 | 2 118    |
| Cumeada e Marmeleiro                      | 56,08 | 22,62 | 12,74 | 0,38 | 0,57 | 526      |
| Ermida e Figueiredo                       | 70,59 | 14,71 | 8,82  | 0,65 | 0    | 306      |
| Pedrógão Pequeno                          | 55,95 | 34,92 | 1,98  | 0,40 | 1,19 | 504      |
| Sertã                                     | 66,46 | 20,41 | 2,90  | 2,81 | 1,48 | 3 312    |
| Troviscal                                 | 66,54 | 20,30 | 3,95  | 0,19 | 0,38 | 532      |
| Várzea dos Cavaleiros                     | 65,88 | 27,98 | 1,44  | 0,18 | 0,18 | 554      |
| Sertã                                     | 61,61 | 24,98 | 4,10  | 1,71 | 1,50 | 9 375    |

#### Assembleia Municipal
| Partido                 | Partido                        | Votos  | %               | +/-  | Vereadores | +/-     |
| ----------------------- | ------------------------------ | ------ | --------------- | ---- | ---------- | ------- |
|                         | Partido Social Democrata       | 5 373  | 57,31 / 100,00  | 7,13 | 14 / 21    | 3       |
|                         | Partido Socialista             | 2 588  | 27,61 / 100,00  | 5,89 | 6 / 21     | 2       |
|                         | CDS – Partido Popular          | 424    | 4,52 / 100,00   | 4,91 | 1 / 21     | 1       |
|                         | Movimento de Ideias            | 223    | 2,38 / 100,00   | Novo | 0 / 21     | Novo    |
|                         | Coligação Democrática Unitária | 152    | 1,62 / 100,00   | 0,73 | 0 / 21     | Estável |
| Votos Inválidos         | Votos Inválidos                | 615    | 6,56 / 100,00   | 3,04 |            |         |
| Total                   | Total                          | 9 375  | 100,00 / 100,00 |      | 21 / 21    |         |
| Eleitorado/Participação | Eleitorado/Participação        | 14 826 | 63,23 / 100,00  | 5,27 |            |         |

| Freguesia                                 | %     | %     | %     | %    | %    | Votantes |
| Freguesia                                 | PSD   | PS    | CDS   | MDI  | CDU  | Votantes |
| ----------------------------------------- | ----- | ----- | ----- | ---- | ---- | -------- |
| Cabeçudo                                  | 49,82 | 33,16 | 1,24  | 6,74 | 2,66 | 564      |
| Carvalhal                                 | 48,49 | 39,46 | 2,11  | 2,71 | 1,20 | 332      |
| Castelo                                   | 53,91 | 38,28 | 0,96  | 1,28 | 1,12 | 627      |
| Cernache do Bonjardim, Nesperal e Palhais | 55,76 | 26,63 | 6,00  | 1,65 | 2,79 | 2 118    |
| Cumeada e Marmeleiro                      | 50,38 | 22,81 | 17,30 | 0,38 | 0,76 | 526      |
| Ermida e Figueiredo                       | 68,30 | 15,69 | 9,80  | 0,98 | 0,33 | 306      |
| Pedrógão Pequeno                          | 52,78 | 36,71 | 2,18  | 0,60 | 1,39 | 504      |
| Sertã                                     | 59,69 | 25,33 | 3,20  | 3,50 | 1,42 | 3 312    |
| Troviscal                                 | 66,54 | 19,74 | 4,51  | 0,94 | 1,13 | 532      |
| Várzea dos Cavaleiros                     | 61,55 | 30,51 | 2,71  | 0,72 | 0,36 | 554      |
| Sertã                                     | 57,31 | 27,61 | 4,52  | 2,38 | 1,62 | 9 375    |

#### Juntas de Freguesia
| Partido                 | Partido                        | Votos  | %               | +/-  | Presidentes | Mandatos | +/-     |
| ----------------------- | ------------------------------ | ------ | --------------- | ---- | ----------- | -------- | ------- |
|                         | Partido Social Democrata       | 5 175  | 55,20 / 100,00  | 7,07 | 5 / 10      | 42 / 80  | 14      |
|                         | Partido Socialista             | 2 780  | 29,65 / 100,00  | 3,78 | 4 / 10      | 30 / 80  | 1       |
|                         | CDS – Partido Popular          | 346    | 3,69 / 100,00   | 8,78 | 0 / 10      | 2 / 80   | 18      |
|                         | PSD-CDS                        | 222    | 2,37 / 100,00   | -    | 1 / 10      | 6 / 80   | -       |
|                         | Grupo de Cidadãos              | 151    | 1,61 / 100,00   | 0,37 | 0 / 10      | 0 / 80   | 3       |
|                         | Coligação Democrática Unitária | 99     | 1,06 / 100,00   | 0,26 | 0 / 10      | 0 / 80   | Estável |
| Votos Inválidos         | Votos Inválidos                | 602    | 6,42 / 100,00   | 2,82 |             |          |         |
| Total                   | Total                          | 9 375  | 100,00 / 100,00 |      | 10 / 10     | 80 / 80  | 30      |
| Eleitorado/Participação | Eleitorado/Participação        | 14 826 | 63,23 / 100,00  | 5,27 |             |          |         |

| Freguesia                                 | Partido Vencedor | Partido Vencedor         | %              | Mandatos |
| ----------------------------------------- | ---------------- | ------------------------ | -------------- | -------- |
| Cabeçudo                                  |                  | Partido Social Democrata | 52,48 / 100,00 | 4 / 7    |
| Carvalhal                                 |                  | Partido Socialista       | 52,41 / 100,00 | 4 / 7    |
| Castelo                                   |                  | Partido Socialista       | 52,15 / 100,00 | 5 / 9    |
| Cernache do Bonjardim, Nesperal e Palhais |                  | Partido Social Democrata | 58,36 / 100,00 | 6 / 9    |
| Cumeada e Marmeleiro                      |                  | Partido Social Democrata | 35,55 / 100,00 | 3 / 7    |
| Ermida e Figueiredo                       |                  | PSD-CDS                  | 72,55 / 100,00 | 6 / 7    |
| Pedrógão Pequeno                          |                  | Partido Socialista       | 52,38 / 100,00 | 4 / 7    |
| Sertã                                     |                  | Partido Social Democrata | 66,55 / 100,00 | 10 / 13  |
| Troviscal                                 |                  | Partido Social Democrata | 66,92 / 100,00 | 6 / 7    |
| Várzea dos Cavaleiros                     |                  | Partido Socialista       | 49,82 / 100,00 | 4 / 7    |

### Vila de Rei

#### Câmara Municipal
| Partido                 | Partido                        | Votos | %               | +/-   | Vereadores | +/-     |
| ----------------------- | ------------------------------ | ----- | --------------- | ----- | ---------- | ------- |
|                         | Partido Social Democrata       | 1 096 | 51,43 / 100,00  | 9,66  | 3 / 5      | 1       |
|                         | Partido Socialista             | 664   | 31,16 / 100,00  | 12,46 | 2 / 5      | 1       |
|                         | CDS – Partido Popular          | 172   | 8,07 / 100,00   | 2,06  | 0 / 5      | Estável |
|                         | Coligação Democrática Unitária | 54    | 2,53 / 100,00   | 1,77  | 0 / 5      | Estável |
| Votos Inválidos         | Votos Inválidos                | 145   | 6,80 / 100,00   | 1,02  |            |         |
| Total                   | Total                          | 2 131 | 100,00 / 100,00 |       | 5 / 5      |         |
| Eleitorado/Participação | Eleitorado/Participação        | 2 967 | 71,82 / 100,00  | 0,62  |            |         |

| Freguesia        | %     | %     | %    | %    | Votantes |
| Freguesia        | PSD   | PS    | CDS  | CDU  | Votantes |
| ---------------- | ----- | ----- | ---- | ---- | -------- |
| Fundada          | 54,79 | 32,88 | 2,74 | 4,34 | 438      |
| São João do Peso | 66,07 | 25,00 | 3,57 | 0    | 112      |
| Vila de Rei      | 49,46 | 31,12 | 9,87 | 2,21 | 1 581    |
| Vila de Rei      | 51,43 | 31,16 | 8,07 | 2,53 | 2 131    |

#### Assembleia Municipal
| Partido                 | Partido                        | Votos | %               | +/-   | Mandatos | +/-     |
| ----------------------- | ------------------------------ | ----- | --------------- | ----- | -------- | ------- |
|                         | Partido Social Democrata       | 1 064 | 49,93 / 100,00  | 8,64  | 9 / 15   | 1       |
|                         | Partido Socialista             | 621   | 29,14 / 100,00  | 11,57 | 5 / 15   | 2       |
|                         | CDS – Partido Popular          | 217   | 10,18 / 100,00  | 3,17  | 1 / 15   | 1       |
|                         | Coligação Democrática Unitária | 65    | 3,05 / 100,00   | 0,82  | 0 / 15   | Estável |
| Votos Inválidos         | Votos Inválidos                | 164   | 7,69 / 100,00   | 1,04  |          |         |
| Total                   | Total                          | 2 131 | 100,00 / 100,00 |       | 15 / 15  |         |
| Eleitorado/Participação | Eleitorado/Participação        | 2 967 | 71,82 / 100,00  | 0,62  |          |         |

| Freguesia        | %     | %     | %     | %    | Votantes |
| Freguesia        | PSD   | PS    | CDS   | CDU  | Votantes |
| ---------------- | ----- | ----- | ----- | ---- | -------- |
| Fundada          | 51,60 | 32,88 | 4,11  | 5,02 | 438      |
| São João do Peso | 69,64 | 21,43 | 4,46  | 0    | 112      |
| Vila de Rei      | 48,07 | 28,65 | 12,27 | 2,72 | 1 581    |
| Vila de Rei      | 49,93 | 29,14 | 10,18 | 3,05 | 2 131    |

#### Juntas de Freguesia
| Partido                 | Partido                        | Votos | %               | +/-  | Presidentes | Mandatos | +/- |
| ----------------------- | ------------------------------ | ----- | --------------- | ---- | ----------- | -------- | --- |
|                         | Partido Social Democrata       | 894   | 44,28 / 100,00  | 8,63 | 2 / 2       | 9 / 16   | 9   |
|                         | Partido Socialista             | 571   | 28,28 / 100,00  | 8,19 | 0 / 2       | 5 / 16   | 2   |
|                         | CDS – Partido Popular          | 362   | 17,93 / 100,00  | 6,45 | 0 / 2       | 2 / 16   | 1   |
|                         | Coligação Democrática Unitária | 60    | 2,97 / 100,00   | 4,68 | 0 / 2       | 0 / 16   | 1   |
| Votos Inválidos         | Votos Inválidos                | 132   | 6,54 / 100,00   | 1,33 |             |          |     |
| Total                   | Total                          | 2 019 | 100,00 / 100,00 |      | 2 / 2       | 16 / 16  | 7   |
| Eleitorado/Participação | Eleitorado/Participação        | 2 817 | 71,67 / 100,00  | 0,77 |             |          |     |

| Freguesia        | Partido Vencedor     | Partido Vencedor         | %                    | Mandatos             |
| ---------------- | -------------------- | ------------------------ | -------------------- | -------------------- |
| Fundada          |                      | Partido Social Democrata | 48,17 / 100,00       | 4 / 7                |
| São João do Peso | Plenário de Cidadãos | Plenário de Cidadãos     | Plenário de Cidadãos | Plenário de Cidadãos |
| Vila de Rei      |                      | Partido Social Democrata | 43,20 / 100,00       | 5 / 9                |

### Vila Velha de Ródão

#### Câmara Municipal
| Partido                 | Partido                        | Votos | %               | +/-   | Veradores | +/-     |
| ----------------------- | ------------------------------ | ----- | --------------- | ----- | --------- | ------- |
|                         | Partido Socialista             | 1 549 | 69,40 / 100,00  | 8,38  | 4 / 5     | 1       |
|                         | Partido Social Democrata       | 459   | 20,56 / 100,00  | 11,43 | 1 / 5     | 1       |
|                         | Coligação Democrática Unitária | 81    | 3,63 / 100,00   | 0,50  | 0 / 5     | Estável |
|                         | CDS – Partido Popular          | 59    | 2,64 / 100,00   | 1,20  | 0 / 5     | Estável |
| Votos Inválidos         | Votos Inválidos                | 84    | 3,76 / 100,00   | 1,35  |           |         |
| Total                   | Total                          | 2 232 | 100,00 / 100,00 |       | 5 / 5     |         |
| Eleitorado/Participação | Eleitorado/Participação        | 3 125 | 71,42 / 100,00  | 5,58  |           |         |

| Freguesia           | %     | %     | %    | %    | Votantes |
| Freguesia           | PS    | PSD   | CDU  | CDS  | Votantes |
| ------------------- | ----- | ----- | ---- | ---- | -------- |
| Fratel              | 70,05 | 18,12 | 5,31 | 1,45 | 414      |
| Perais              | 62,54 | 26,80 | 3,75 | 1,44 | 347      |
| Sarnadas de Ródão   | 68,36 | 27,68 | 1,41 | 1,13 | 354      |
| Vila Velha de Ródão | 71,62 | 17,28 | 3,67 | 3,94 | 1 117    |
| Vila Velha de Ródão | 69,40 | 20,56 | 3,63 | 2,64 | 2 232    |

#### Assembleia Municipal
| Partido                 | Partido                        | Votos | %               | +/-  | Vereadores | +/-     |
| ----------------------- | ------------------------------ | ----- | --------------- | ---- | ---------- | ------- |
|                         | Partido Socialista             | 1 416 | 63,44 / 100,00  | 5,44 | 11 / 15    | 1       |
|                         | Partido Social Democrata       | 511   | 22,89 / 100,00  | 9,67 | 4 / 15     | 1       |
|                         | Coligação Democrática Unitária | 127   | 5,69 / 100,00   | 0,68 | 0 / 15     | Estável |
|                         | CDS – Partido Popular          | 59    | 2,64 / 100,00   | 0,98 | 0 / 15     | Estável |
| Votos Inválidos         | Votos Inválidos                | 119   | 5,33 / 100,00   | 2,56 |            |         |
| Total                   | Total                          | 2 232 | 100,00 / 100,00 |      | 15 / 15    |         |
| Eleitorado/Participação | Eleitorado/Participação        | 3 125 | 71,42 / 100,00  | 5,58 |            |         |

| Freguesia           | %     | %     | %    | %    | Votantes |
| Freguesia           | PS    | PSD   | CDU  | CDS  | Votantes |
| ------------------- | ----- | ----- | ---- | ---- | -------- |
| Fratel              | 64,98 | 18,60 | 7,49 | 1,45 | 414      |
| Perais              | 59,65 | 28,24 | 5,19 | 1,73 | 347      |
| Sarnadas de Ródão   | 61,58 | 29,94 | 3,11 | 1,13 | 354      |
| Vila Velha de Ródão | 64,64 | 20,59 | 6,00 | 3,85 | 1 117    |
| Vila Velha de Ródão | 63,44 | 22,89 | 5,69 | 2,64 | 2 232    |

#### Juntas de Freguesia
| Partido                 | Partido                        | Votos | %               | +/-   | Presidentes | Mandatos | +/- |
| ----------------------- | ------------------------------ | ----- | --------------- | ----- | ----------- | -------- | --- |
|                         | Partido Socialista             | 1 410 | 63,17 / 100,00  | 4,49  | 4 / 4       | 22 / 30  | 3   |
|                         | Partido Social Democrata       | 462   | 20,70 / 100,00  | 13,56 | 0 / 4       | 7 / 30   | 4   |
|                         | Coligação Democrática Unitária | 170   | 7,62 / 100,00   | 3,05  | 0 / 4       | 1 / 30   | 1   |
|                         | CDS – Partido Popular          | 64    | 2,87 / 100,00   | -     | 0 / 4       | 0 / 30   | -   |
| Votos Inválidos         | Votos Inválidos                | 126   | 5,64 / 100,00   | 3,16  |             |          |     |
| Total                   | Total                          | 2 232 | 100,00 / 100,00 |       | 4 / 4       | 30 / 30  |     |
| Eleitorado/Participação | Eleitorado/Participação        | 3 125 | 71,42 / 100,00  | 5,58  |             |          |     |

| Freguesia           | Partido Vencedor | Partido Vencedor   | %              | Mandatos |
| ------------------- | ---------------- | ------------------ | -------------- | -------- |
| Fratel              |                  | Partido Socialista | 72,95 / 100,00 | 6 / 7    |
| Perais              |                  | Partido Socialista | 57,93 / 100,00 | 5 / 7    |
| Sarnadas de Ródão   |                  | Partido Socialista | 59,04 / 100,00 | 4 / 7    |
| Vila Velha de Ródão |                  | Partido Socialista | 62,49 / 100,00 | 7 / 9    |